# Босна и Херцеговина на Светском првенству у атлетици на отвореном 2011.
Босна и Херцеговина је на 13. Светском првенству у атлетици на отвореном 2011. одржаном у Тегу од 27. августа до септембра, учествовала десети пут под овим именом, са 2 такмичара (1 мушкарац и 1 жена) који су се такмичили у 2 дисциплине (1 мушка и 1 женска). , 
На овом првенству Босна и Херцеговина није освојила ниједну медаљу. Није било нових националних, личних и рекорда сезоне.

## Учесници
| Мушкарци: - Хамза Алић — Бацање кугле, АК Зеница из Зенице | Жене: - Лусија Кимани — Маратон, АК Борац из Бањалуке |  |

## Резултати

### Мушкарци
| Атлетичар  | Дисциплина   | Лични рекорд | Група    | Група     | Полуфинале           | Полуфинале           | Финале               | Финале  | Детаљи |
| Атлетичар  | Дисциплина   | Лични рекорд | Резултат | Место     | Резултат             | Место                | Резултат             | Место   | Детаљи |
| ---------- | ------------ | ------------ | -------- | --------- | -------------------- | -------------------- | -------------------- | ------- | ------ |
| Хамза Алић | Бацање кугле | 20,56        | 19,70    | 9 у гр. Б | Није се квалификовао | Није се квалификовао | Није се квалификовао | 18 / 27 |        |

### Жене
| Атлетичарка   | Дисциплина | Лични рекорд | Квалификације | Квалификације | Финале             | Финале             | Детаљи |
| Атлетичарка   | Дисциплина | Лични рекорд | Резултат      | Место         | Резултат           | Место              | Детаљи |
| ------------- | ---------- | ------------ | ------------- | ------------- | ------------------ | ------------------ | ------ |
| Лусија Кимани | Маратон    | 2:35:47 НР   |               |               | Није завршила трку | Није завршила трку |        |